# لاري هايز
لاري هايز (بالإنجليزية: Larry Hayes) هو لاعب كرة قدم أمريكية أمريكي، ولد في 21 يوليو 1935 في ناشفيل في الولايات المتحدة، وتوفي بنفس المكان في 15 يونيو 2017.